# Bactrocera melanopsis
Bactrocera melanopsis
 es una especie de díptero que Hardy describió científicamente por primera vez en 1982. Pertenece al género Bactrocera de la familia Tephritidae